# St. Jakob (Walchensee)

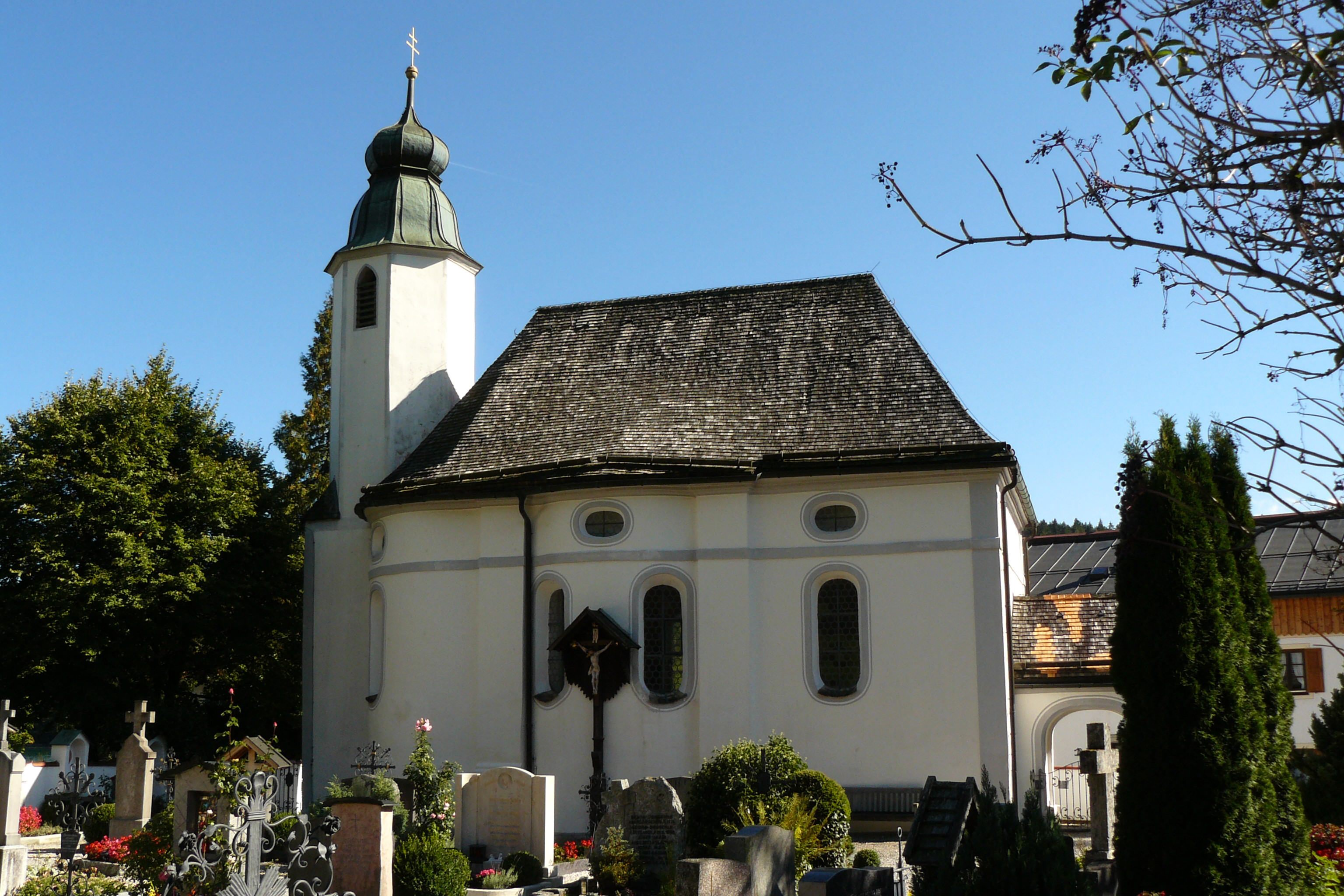
St. Jakob von Norden

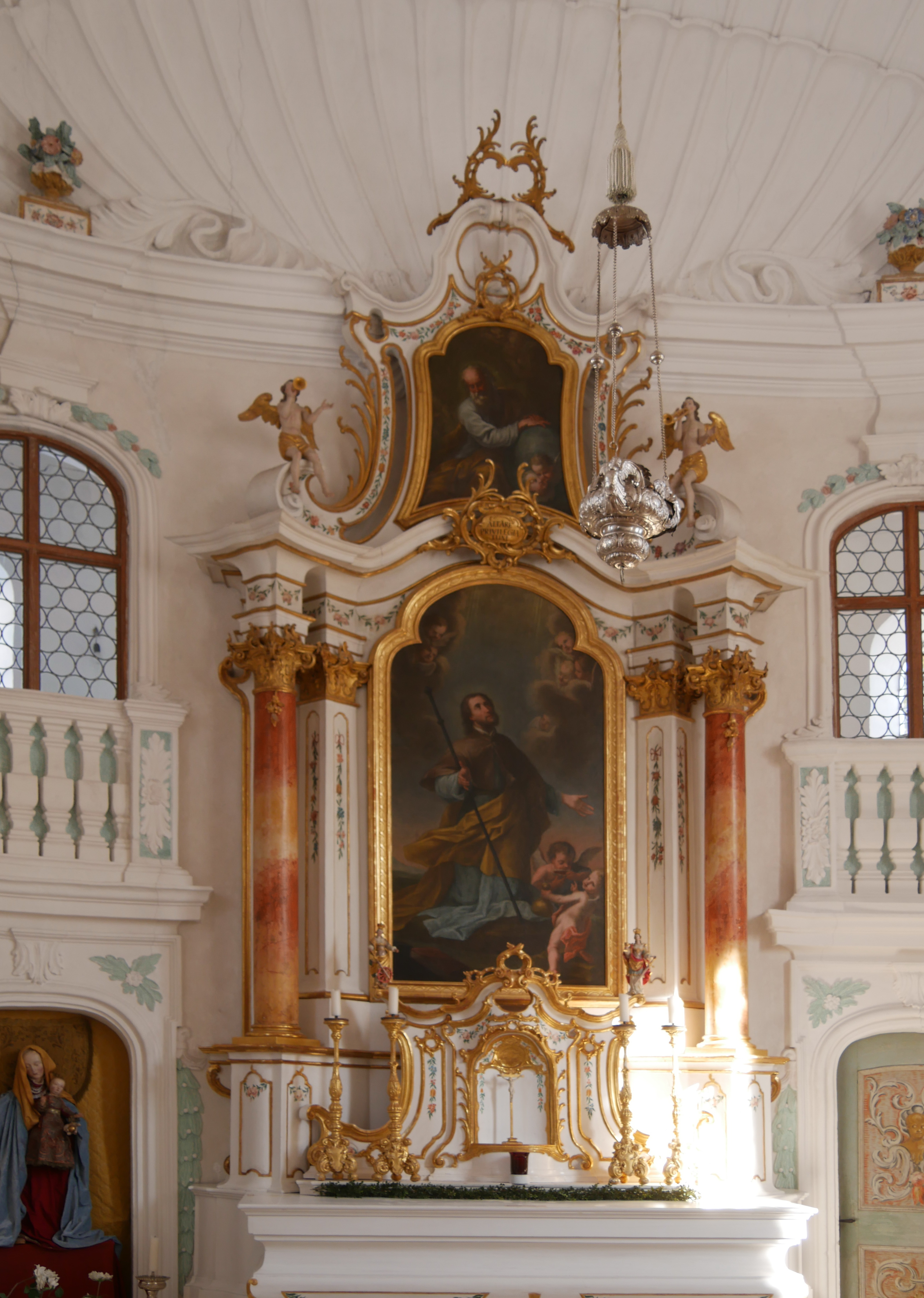
Hochaltar

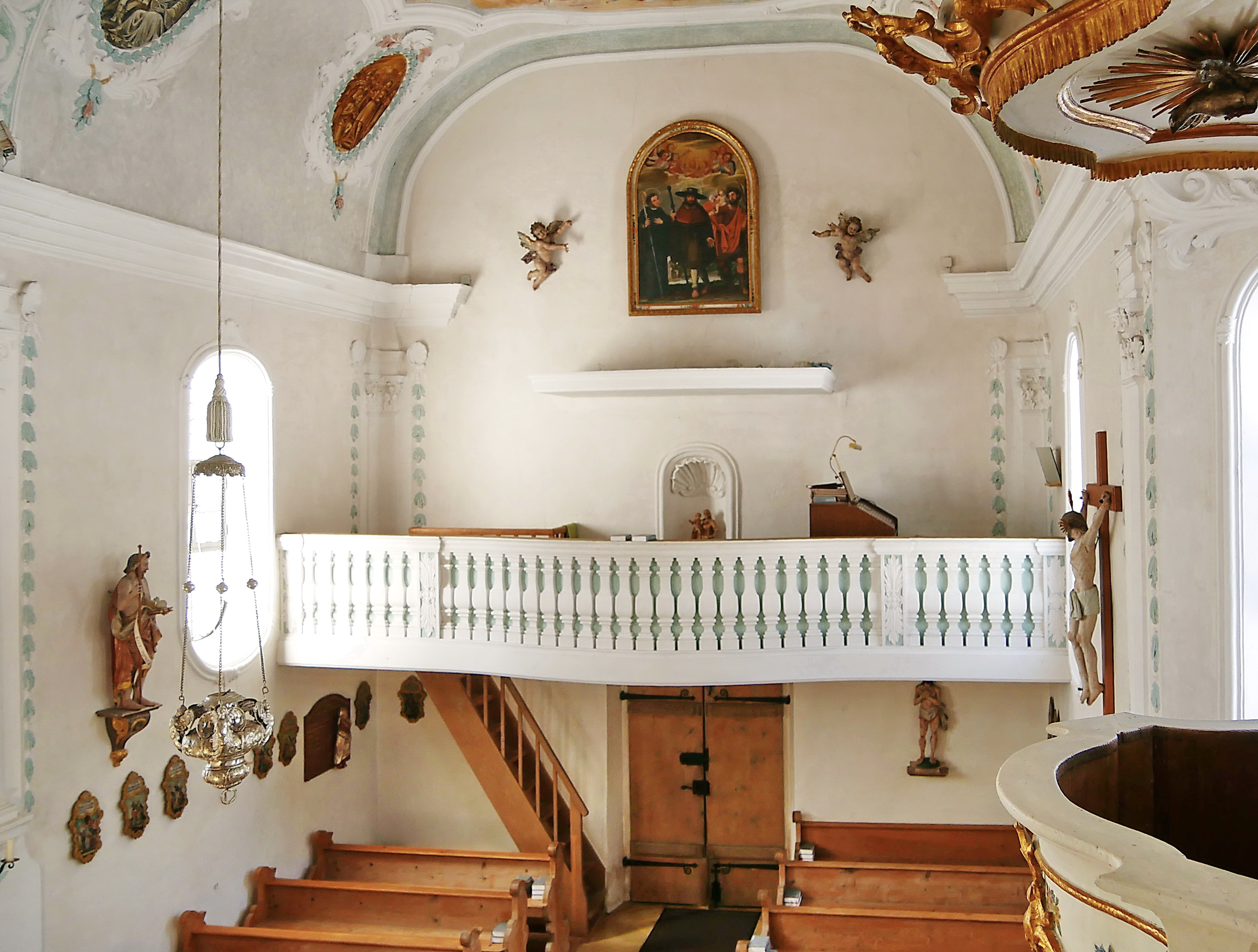
Innenansicht gen Westen

Die römisch-katholische Kirche St. Jakob steht im Kochler Ortsteil Walchensee im oberbayerischen Landkreis Bad Tölz-Wolfratshausen. Das denkmalgeschützte Gotteshaus liegt als Teil der Pfarrei St. Ulrich Walchensee im Dekanat Benediktbeuern des Bistums Augsburg. Die Adresse lautet Seestraße 58, 82432 Walchensee.

## Geschichte
Bereits im Jahr 1291 wurde am Ort der heutigen Kirche ein Gotteshaus geweiht. Das heutige Gebäude wurde 1633 nach Plänen von Lukas Zais erbaut und von 1712 bis 1714 durch Markus Hainz umgestaltet und unter anderem mit Akanthus-Stuck versehen. Das Patrozinium Jakobus des Älteren weist darauf hin, dass hier ein Pilgerweg zum Grab dieses Apostels entlangführte.
Im Jahr 1955 wurde beschlossen, in Walchensee zusätzlich zur St.-Jakobs-Kirche ein neues Gotteshaus zu errichten, da durch das Bevölkerungswachstum nach dem Zweiten Weltkrieg diese zu klein geworden war. Mit Weihe der neuen Kirche St. Ulrich, wurde selbige zur neuen Pfarrkirche von Walchensee.

## Beschreibung und Ausstattung
Die geostete barocke Saalkirche besitzt eine leicht gerundete Apsis sowie den Kirchturm im Osten.
In der Kirche befinden sich goldgerahmte Darstellungen der 14 Kreuzwegstationen, die wohl im 18. Jahrhundert nach Augsburger Vorlagen entstanden sind. Der Hochaltar stammt aus dem Jahr 1780.